# 坎貝爾冰川
74°25′S 164°22′E / 74.417°S 164.367°E
坎貝爾冰川（英語：Campbell Glacier）是南極洲的冰川，位於維多利亞地的斯科特海岸，全長約110公里，發源自梅薩山脈南端附近，最終注入特拉諾瓦灣北部。